# Hovmantorp
Hovmantorp – miejscowość (tätort) w Szwecji, w regionie administracyjnym (län) Kronoberg, w gminie Lessebo.
Według danych Szwedzkiego Urzędu Statystycznego liczba ludności wyniosła: 3082 (31 grudnia 2015), 3156 (31 grudnia 2018) i 3171 (31 grudnia 2019).